# Mazda CX-70
Mazda CX-70 – samochód osobowy typu SUV klasy średniej produkowany pod japońską marką Mazda od 2024 roku.

## Historia i opis modelu
Mazda CX-70 została zaprezentowana 30 stycznia 2024 roku. Jest to dwurzędowa wersja modelu CX-90. W samochodzie dostępna jest 3,3-litrowa turbodoładowana benzyna. CX-70 to jeden z SUV-ów tej marki oparty na kompletniej nowej platformie, przeznaczonej dla większych modeli. Podobnie jak trzyrzędowy CX-90 nie będzie oferowany w Europie, ale pojawi się w sprzedaży m.in. w Ameryce Północnej.